# Genevra Stone
Genevra Lea Stone (11 luglio 1985) è una canottiera statunitense.

## Palmarès
- Olimpiadi

Rio de Janeiro 2016: argento nel singolo.